# 泰晤士宮
泰晤士宮（英語：Thames House）是英國倫敦磨坊岸的一座辦公樓，位於泰晤士河北岸，緊鄰蘭貝斯橋。這座建築最初是帝國化學工業（ICI）的辦公室。1994年12月開始，這座建築是英國安全局（俗稱軍情五處）的總部。2013年3月之前，這座建築也是北愛爾蘭部的倫敦總部。

## 歷史

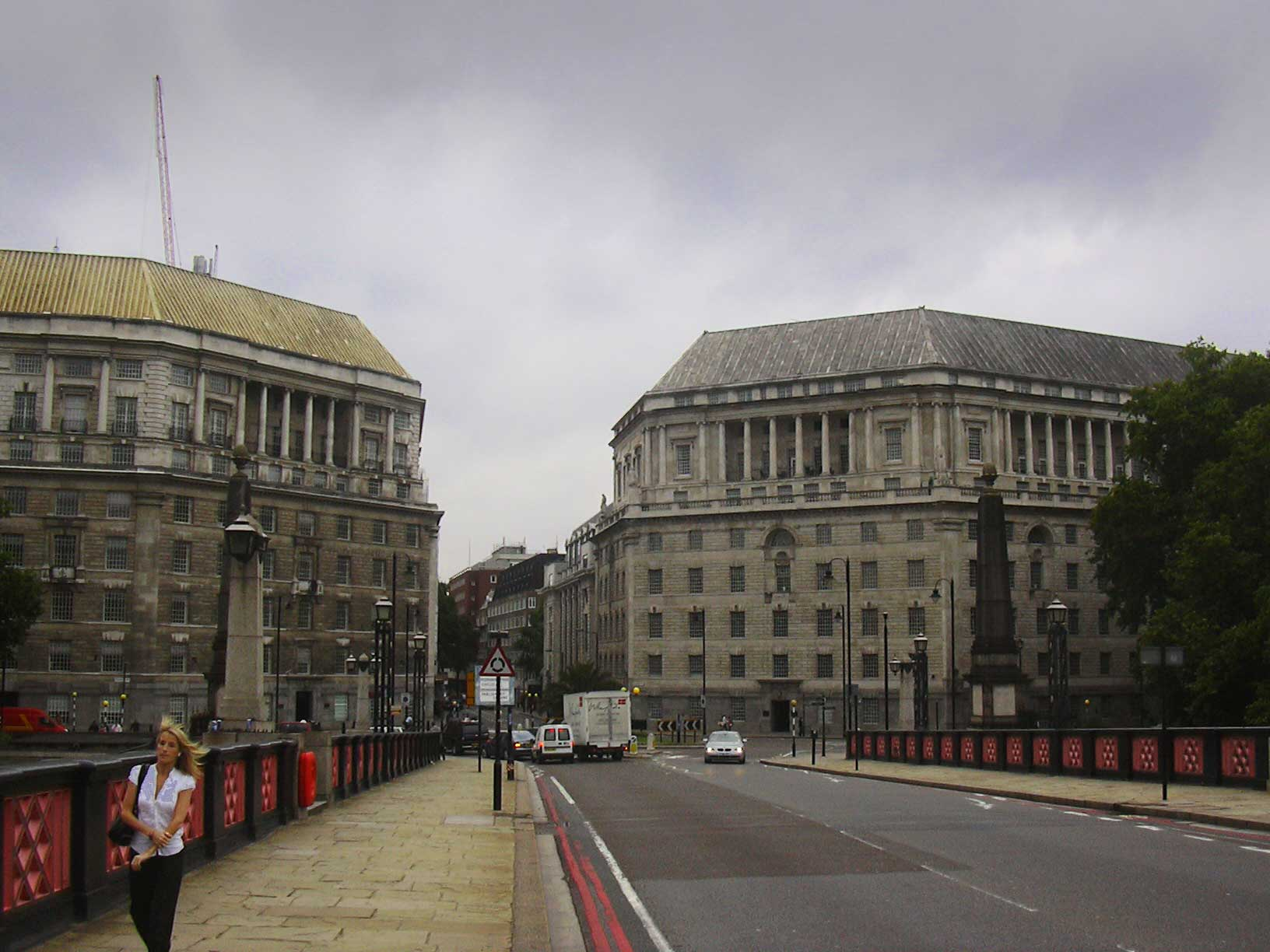
左側是泰晤士宮；右側是帝國化學宮

這座建築修建於1929年至1930年，由J Mowlem & Co.修建在1928年泰晤士河洪水後的河濱土地上。當地原本已有建築，但因洪水而嚴重損壞，後被拆除。建築的設計者是工程部的弗蘭克·巴恩斯爵士。泰晤士宮北側對面霍斯菲里路上的帝國化學宮是完全由帝國化學工業使用的建築，而泰晤士宮則有多種用途，包括國際鎳業公司的倫敦總部。巴恩斯的設計受到埃德溫·魯琴斯的帝國新古典主義風格影響，並且有意和1929年重新設計的蘭貝斯橋的設計風格吻合。建築正面高處是由查爾斯·薩金特·傑格設計的聖喬治和不列顛尼亞雕像。在1994年出售給英國政府之前，泰晤士宮由hames House Estates所有。該公司曾長期由帝國化學工業和保誠共同所有，後由帝國化學工業全資所有。
1981年1月16日開始，該建築被列入II級登錄建築。

## 軍情五處和北愛爾蘭部總部

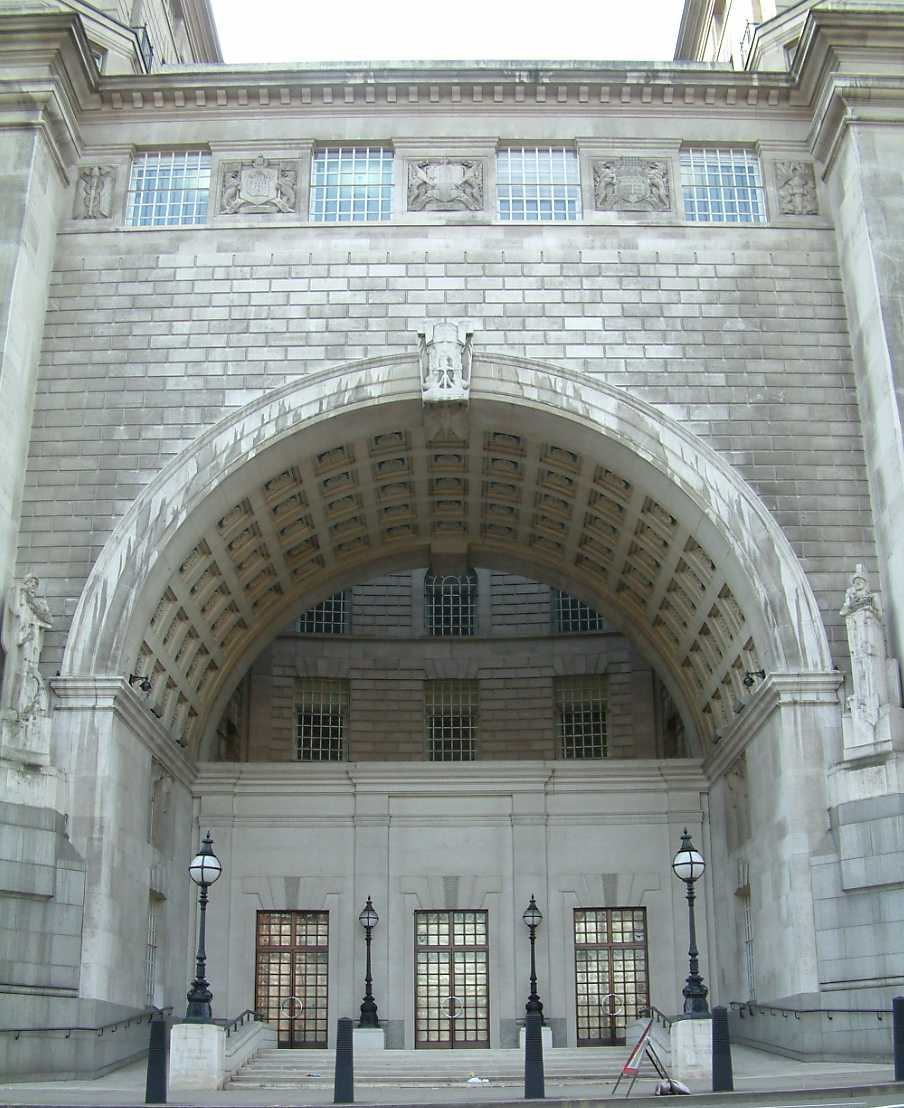
拱門

1934年至1939年，泰晤士宮首次被軍情五處使用。當時軍情五處使用大樓南側部分的頂層。
軍情五處在第二次世界大戰的大部分期間搬遷至布伦海姆宫，二戰後至1976年又搬遷至萊肯菲爾德宮，此後搬遷至高爾街140號。1980年代後期，軍情五處和軍情六處曾同時尋找新總部，政府亦考慮過將這兩個機構在同一地點辦公。但由於缺乏大到足以同時容納著兩個機構的建築，加上成為單一襲擊目標的疑慮，該提案被放棄。同時當時泰晤士宮已經被用作政府辦公室，且因能源部在1989年遷出使得大樓南部半部閒置，該建築的大部分空間遂轉由軍情五處使用。大樓內的自動迷你單軌鐵路將地下室的文件自動送給職工。
翻新後的泰晤士宮在1994年11月30日由首相約翰·梅傑正式揭幕。
直到2013年搬遷至騎兵衛隊路1號和英國財政部及英國內閣辦公室共同辦公之前，泰晤士宮也是北愛爾蘭部的辦公地點。
2007年6月1日，根據《2005年嚴重有組織犯罪和警察法》第128條，泰晤士宮（不含前往建築的台階）被指定為受保護場所，若侵入該建築將被視為犯罪。

## 流行文化
直到第七季為止，BBC電視劇軍情五處曾使用共濟會大廳的外觀和大廳作為泰晤士宮佈景。此後該劇在泰晤士宮拍攝，但仍然使用共濟會大廳大廳作為入口。
BBC電視劇火炬木小組第三季曾將泰晤士宮作為外星物種到達地球的場所

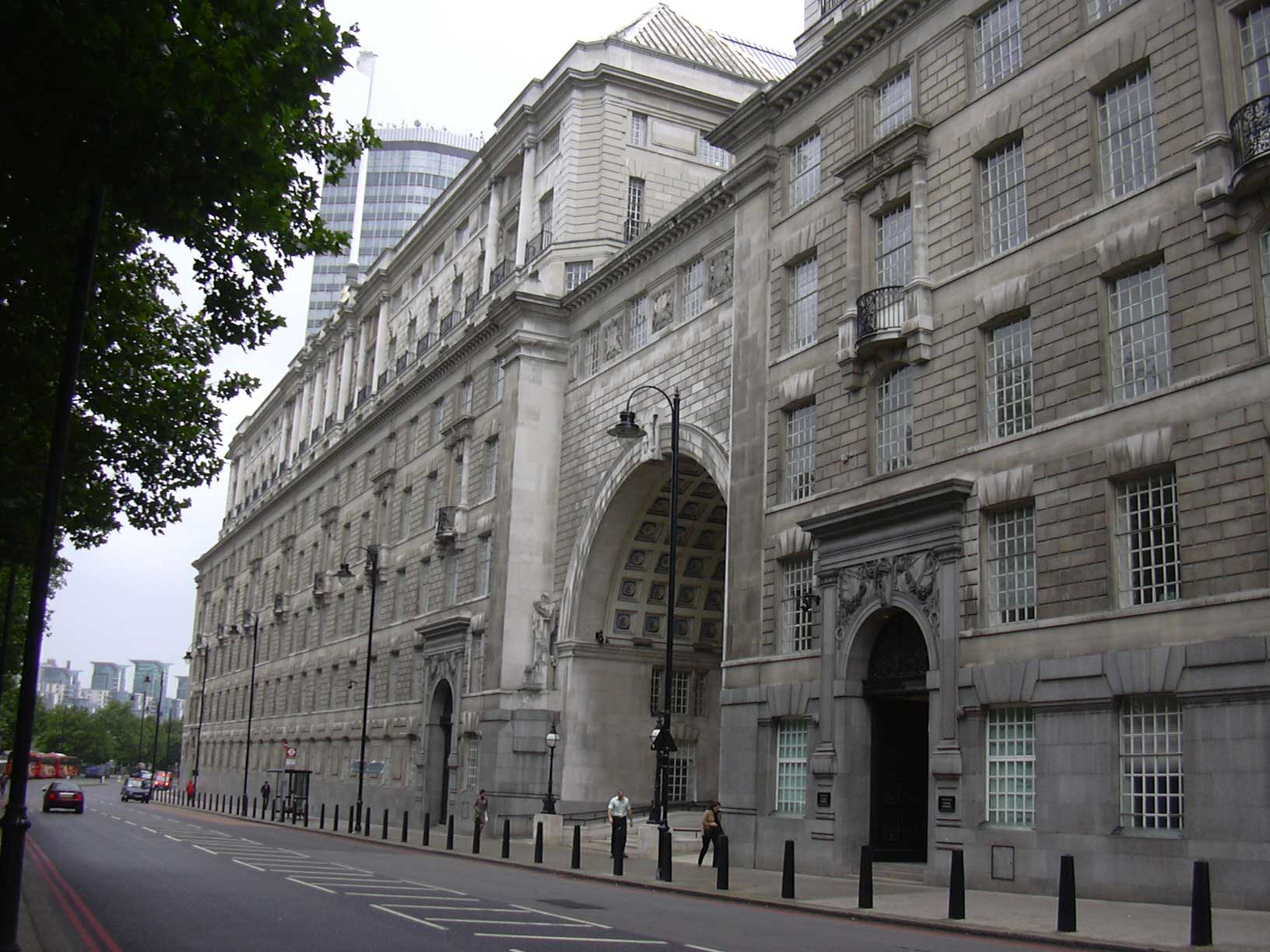
自米爾班克望泰晤士宮
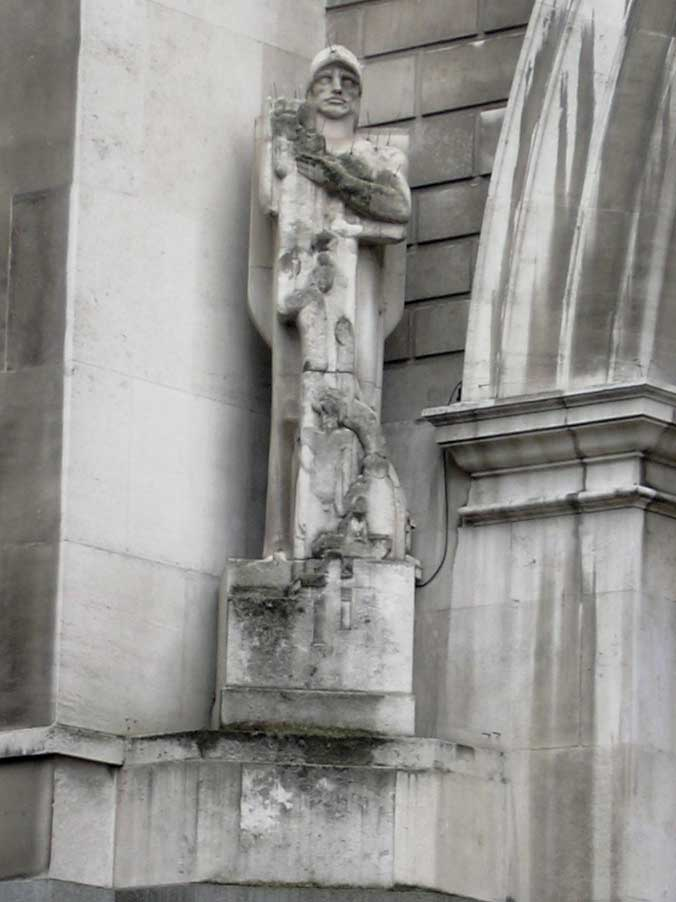
聖喬治像
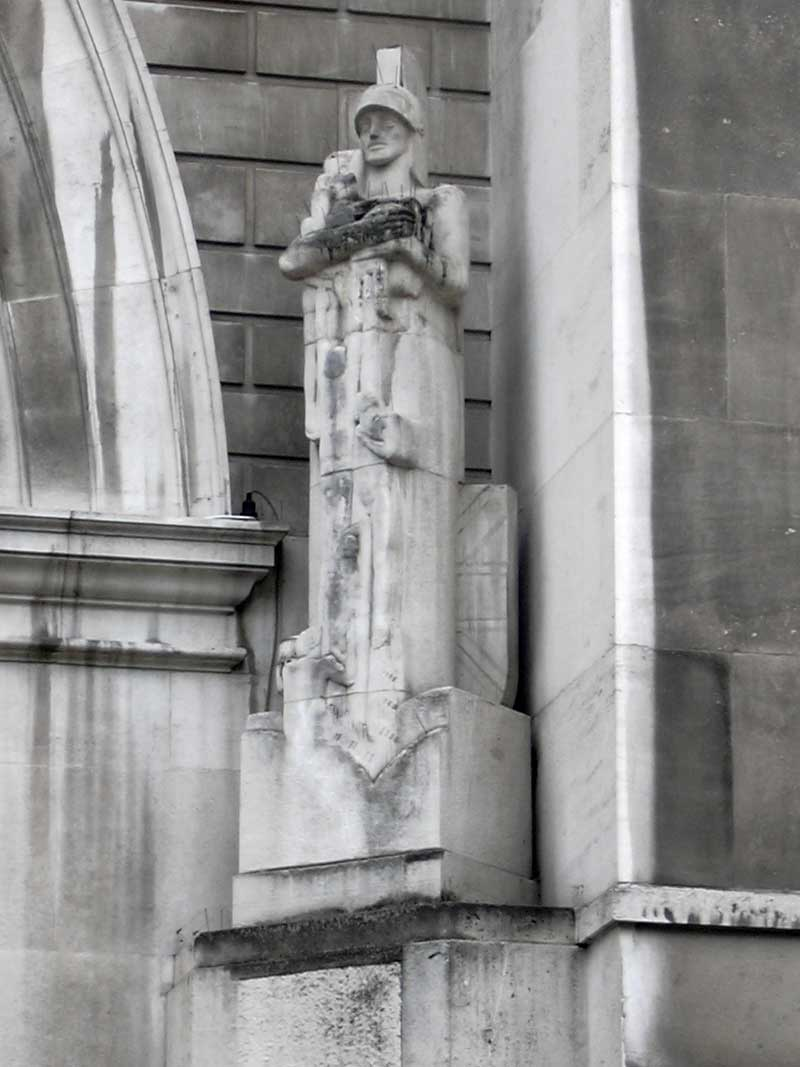
不列顛尼亞像
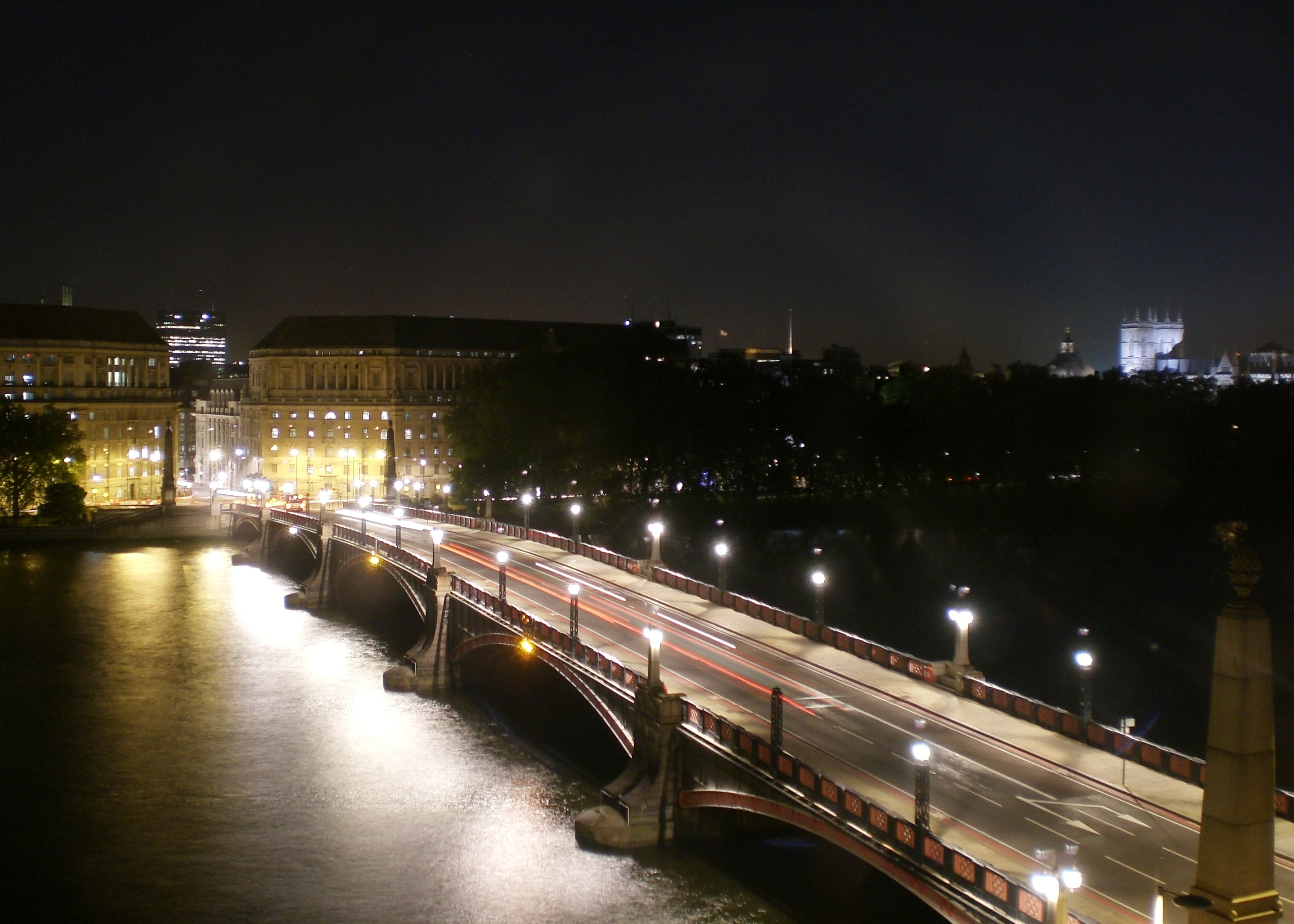
晚間的泰晤士宮
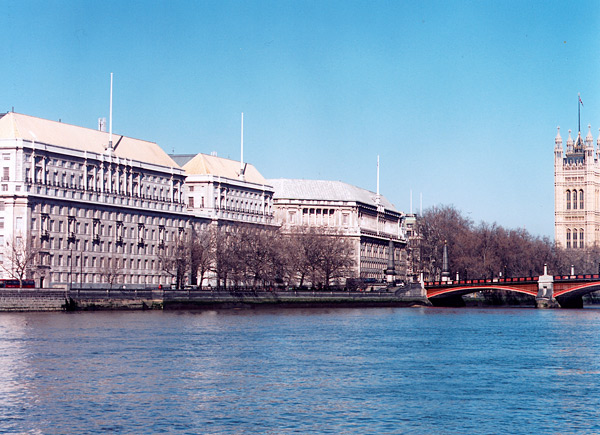
泰晤士宮和蘭貝斯橋